# Харингтон, Кит
Кри́стофер Ке́йтсби (Кит) Ха́рингтон (англ. Christopher Catesby "Kit" Harington, род. 26 декабря 1986, Актон, Лондон) — британский актёр театра, кино и телевидения. Харингтон наиболее известен по роли Джона Сноу в телесериале HBO «Игра престолов»; роль принесла ему номинацию на прайм-таймовую премию «Эмми». В 2017 году он стал одним из самых высокооплачиваемых актёров телевидения, получая 1,1 миллион долларов за один эпизод «Игры престолов».
Харингтон также сыграл главные роли в фильмах «Помпеи» (2014), «Воспоминания о будущем» (2014) и «Призраки: Лучшая участь» (2015); второстепенные — в фильмах «Сайлент Хилл 2» (2012), «Седьмой сын» (2014), «Как приручить дракона 2» (2014) и «Как приручить дракона 3» (2019).

## Происхождение и ранние годы

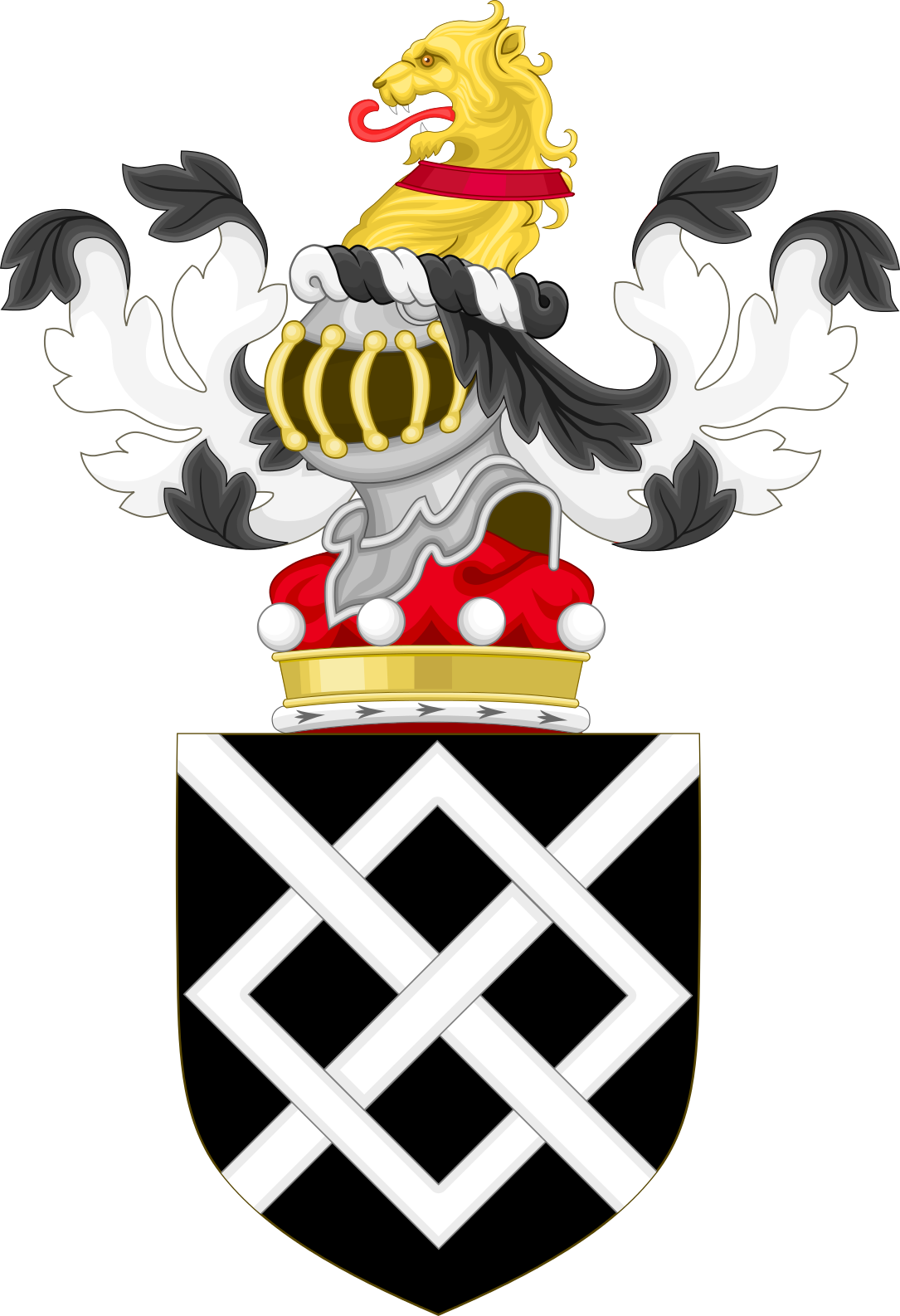
Фамильный герб баронетов Харингтон

Харингтон родился в Актоне, Лондон в семье бывшего драматурга Деборы Джейн Кейтсби и бизнесмена сэра Дэвида Ричарда Харингтона, 15-го баронета. Его мать назвала его в честь Кристофера Марло, чьё имя сокращалось до Кита (именно это имя предпочитает использовать Харингтон). Дядя Харингтона сэр Николас Джон Харингтон являлся 14-м баронетом Харингтон, а его прадед по отцовской линии — сэр Ричард Харингтон — 12-м баронетом.
В феврале 2014 года на телешоу «Джимми Киммел в прямом эфире» Харингтон заявил, что придворный поэт и крестник королевы Елизаветы I Тюдор (1558—1603) Джон Харингтон (1561—1612), друг Кристофера Марло, является его предком, что документальными источниками не подтверждается. Через бабушку по отцовской линии, Лавендер Сесилию Денни, он — потомок короля Карла II в 10-м поколении. Кроме того, по отцу является потомком шотландского политика Генри Дандаса, 1-го виконта Мелвилла.
Харингтон учился в Саутфилдской начальной школе в 1992—1998 годах. Когда ему было 11 лет, семья переехала в Вустершир и он учился в Центральной средней школе в Мартли до 2003 года. В возрасте 14 лет он увидел спектакль «В ожидании Годо» и, заинтересовавшись актёрством, принял участие в нескольких школьных постановках.
Он учился в колледже в Вустере, где изучал драму и театр (2003—05). В 2004 году семнадцатилетний Харингтон, вдохновившись Гамлетом в исполнении Бена Уишоу, начал посещать школу актёрского мастерства. В 18 лет он переехал в Лондон, а год спустя начал посещать Центральную школу сценической речи и драмы, окончив её в 2008 году.

## Карьера

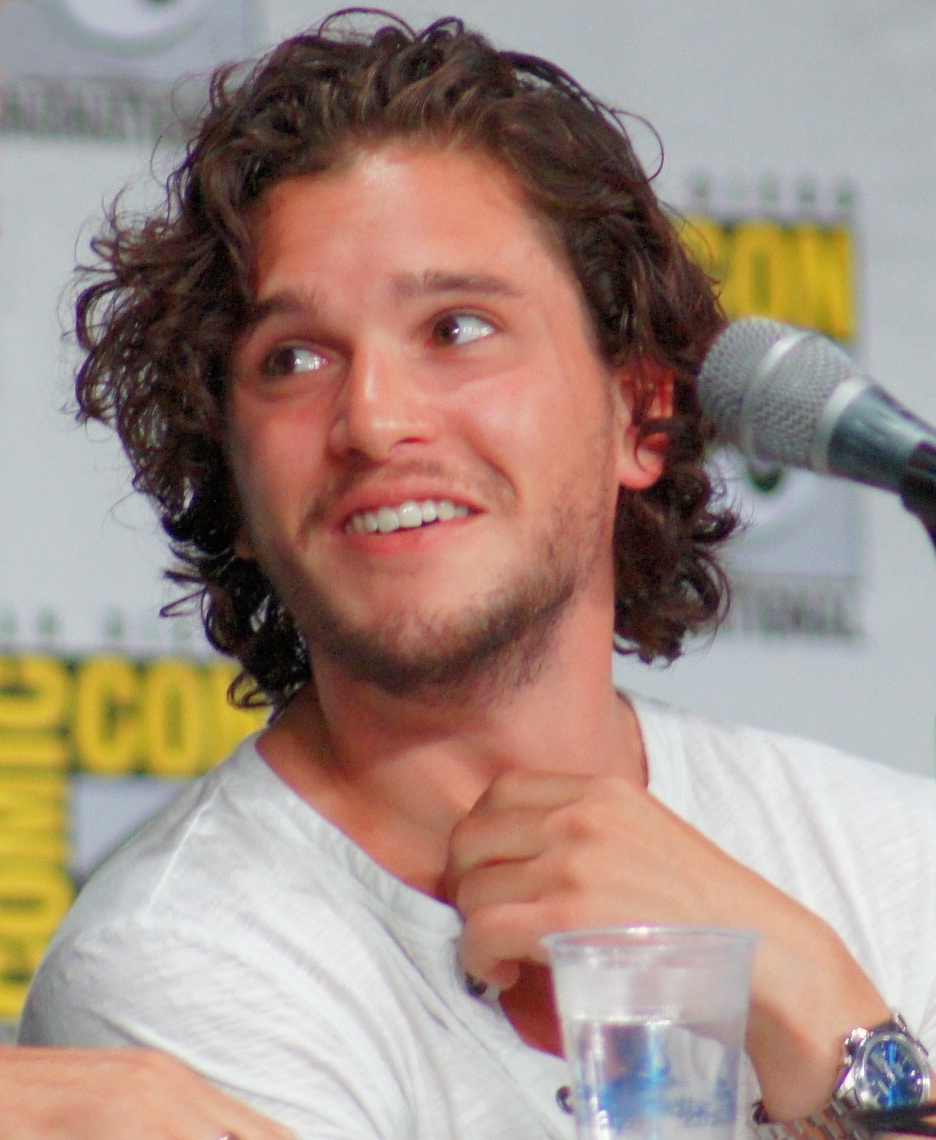
Харингтон на Comic-Con, июль 2011 года

До того, как Харингтон стал актёром, он хотел быть журналистом, оператором и военным корреспондентом.

### Театр
Ещё во время учёбы в актёрской школе он сыграл Альберта Наракотта в спектакле «Боевой конь» на главной сцене Королевского национального театра. Постановка завоевала две премии Лоренса Оливье и Харингтон получил широкую известность. Позже он получил роль Эда Монтгомери в спектакле «Превосходство» в Ройал-Корт; «Превосходство» — чёрная комедия о людях из высшего общества в Оксфордском университете.
В 2016 году Харингтон исполнил роль Фауста в постановке пьесы «Доктор Фауст» Кристофера Марло на сцене Театра герцога Йоркского. Мнение критиков относительно видения «Фауста» постановщиком Джейми Ллойдом и актёрской игры Харингтона разделились: одни критики считают, что в «Боевом коне» и «Превосходстве» Харингтон сыграл более убедительно, другие же отмечают его рост как актёра по сравнению с некоторыми сценами «Игры престолов».

### Телевидение
В 2009 году Харингтон прошёл прослушивание на роль Джона Сноу в телесериале «Игра престолов». Роль стала для актёра дебютной на телевидении. Премьера сериала состоялась в 2011 году, шоу было встречено с восторгом, и HBO вскоре заказал второй сезон. Сюжетная линия Харингтона снималась преимущественно в Исландии и Северной Ирландии. В 2012 году Харингтон был номинирован на премию «Сатурн» за лучшую мужскую роль второго плана на телевидении, а в 2016 году — на «Эмми» в аналогичной категории.
Харингтон сыграл главную роль в комедии HBO «7 дней в аду», коротком телефильме о семидневном теннисном матче в 2015 году.
В феврале 2017 года стало известно, что Харингтон исполнит главную роль в трёхсерийной исторической драме BBC «Порох», основанной на Пороховом заговоре, а также выступит исполнительным продюсером мини-сериала. Он исполнит роль своего предка Кейтсби Роберта; также в проекте задействованы Марк Гэтисс, Лив Тайлер и Питер Маллан.

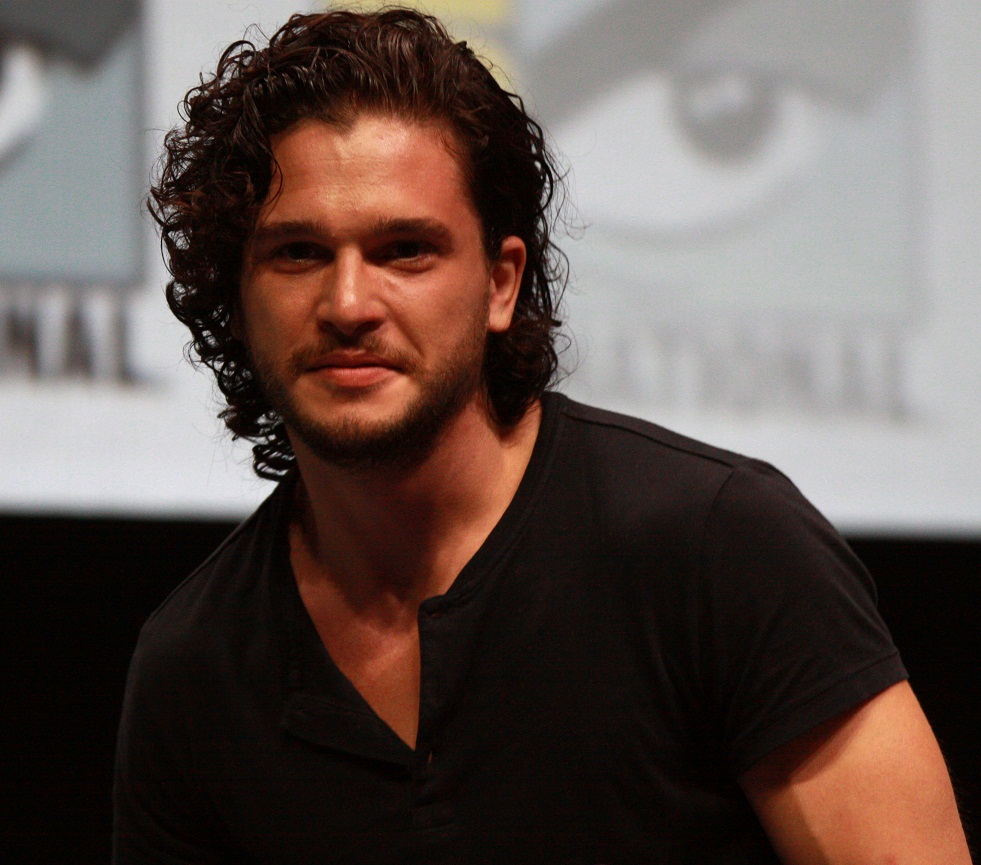
Харингтон на San Diego Comic-Con International, июль 2013 года

### Кино
В 2012 году Харингтон дебютировал в кино. Он сыграл Винсента в фильме «Сайлент Хилл 2». Ужастик основан на видеоигре Silent Hill 3 и является сиквелом фильма «Сайлент Хилл». Он получил премию «Молодой Голливуд» как актёр года в 2013 году.
Первую главную роль в кино Харингтон сыграл в фильме «Помпеи». Съёмки фильма происходили в 2013 году в Торонто. Некоторые сцены были сняты в самих Помпеях. Фильм заработал скромную кассу и получил смешанные отзывы критиков. Критики прохладно отозвались об игре Харингтона, однако отметили, что по первой ведущей роли в кино нельзя судить о потенциале актёра. В том же году Харингтон озвучил Эрета в мультфильме «Как приручить дракона 2», который получил признание критиков и был коммерчески успешным. Мультфильм получил премию «Золотой глобус» за лучший анимационный фильм и был номинирован на «Оскар».
В 2014 году Харингтон также снялся в небольшой роли в приключенческом фильме «Седьмой сын» с Джеффом Бриджесом. В том же году он сыграл Роланда Лейтона, жениха главной героини в исполнении Алисии Викандер в фильме «Воспоминания о будущем». В этом фильме Харингтон появился в необычном для себя амплуа чувствительного поэта; его актёрская игра была высоко оценена критиками.
В декабре 2014 года было объявлено, что Харингтон исполнит главную роль в фильме Ксавье Долана «Смерть и жизнь Джона Ф. Донована», где также сыграют Джессика Честейн, Кэти Бэйтс, Тэнди Ньютон и Сьюзан Сарандон. Съёмки начались в Монреале в июле 2016 года и завершились весной 2017 года. В июне 2015 года было сделано официальное заявление, что Харингтон исполнит одну из главных ролей в вестерне Мартина Кулховена «Преисподняя», заменив Роберта Паттинсона.
Фильм «Смерть и жизнь Джона Ф. Донована» вышел в российский прокат 15 августа 2019 года.
24 августа 2019 было объявлено, что Кит сыграет Чёрного рыцаря в предстоящем фильме Кинематографической вселенной Marvel под названием «Вечные», премьера которого состоялась в ноябре 2021 года.
В июне 2022 было подтверждение от HBO и Джорджа Мартина о запуске сиквела «Игры престолов», под рабочим названием «Snow», в котором Кит Харингтон вернется к роли Джона Сноу. Однако в 2024 году Харингтон сообщил, что все предложенные идеи были сочтены неудачными и работа над сиквелом прекращена.

### Другое
В 2014 и 2015 годах Кит Харингтон был лицом компании Jimmy Choo. В 2016 году он стал представителем премиум-бренда Nissan Infiniti, и снялся в короткометражном фильме, посвященном запуску модели Infiniti Q60. В марте 2017 года Харингтон был объявлен лицом парфюма Dolce & Gabbana для мужчин The One.
В 2016 году Харингтон исполнил роль главного злодея в видеоигре Call of Duty: Infinite Warfare.

## Благотворительность
В 2015 году Харингтон принял участие в благотворительном спектакле, задуманном оскароносным режиссёром Дэнни Бойлом в помощь детям Южной Африки. Постановка была показана в театре Royal Court в Лондоне. Помимо Кита, в ней сыграли Бенедикт Камбербэтч, Николь Кидман, Джеймс Макэвой и Кристофер Экклстон.
С апреля 2016 года Харингтон — амбассадор The Royal Mencap Society, организации в Великобритании, занимающейся оказанием помощи людям с проблемами в обучении, которая также оказывает поддержку их семьям и лицам, обеспечивающим за ними уход. Кроме этой, Харингтон является покровителем другой благотворительной организации, Longlands Care Farm, которая занимается всяческой поддержкой неблагополучных подростков в возрасте 14-19 лет.
В сентябре 2016 года Харингтон, а также Кейт Бланшет, Чиветел Эджиофор, Питер Капальди, Дуглас Бут, Нил Гейман, Кира Найтли, Джульет Стивенсон, Джесси Айзенберг и Стэнли Туччи снялись в видеоролике ООН, чтобы повысить осведомлённость людей о глобальном кризисе беженцев. В видео под названием «Что они с собой взяли» актёры читают стихотворение Дженифер Токсвиг. Оно стало частью кампании ООН #WithRefugees (#сбеженцами), которая также включает петицию правительствам о предоставлении беженцам убежища и защиты, а также об интеграции возможностей их трудоустройства и образования.
В августе 2017 года при поддержке организации Mencap Харингтон обратил внимание правительства на необходимость выделения средств для оплаты ночных сиделок для инвалидов.
В июне 2018 года Харингтон поддержал благотворительную кампанию, направленную на сбор средств для спасения культурного центра Town Hall Arts в Уилтшире.
В 2018 году Харингтон присоединился к Тому Хиддлстону, Кристин Скотт Томас, Джереми Айронсу и Индире Варме для участия в благотворительном празднике, посвящённом жизни и работе Гарольда Пинтера. Мероприятие состоялось 10 октября в театре Harold Pinter Theatre. Вся выручка с праздника была разделена между двумя благотворительными организациями: Amnesty International и Chance to Shine.
В 2022 году актёр во время российского вторжения на Украину снялся в ролике в поддержку украинских беженцев.

## Личная жизнь
В 2016 году было официально подтверждено, что Кит Харингтон встречается с коллегой по сериалу «Игра престолов» Роуз Лесли с 2012 года. В 2017 году Харингтон и Лесли начали жить вместе. В сентябре 2017 года они объявили о своей помолвке, опубликовав сообщение в The Times. Свадьба состоялась 23 июня 2018 года в родовом замке клана Лесли в Абердиншире (Шотландия). 26 сентября 2020 года стало известно, что пара ожидает появления первенца.
Весной 2019 года (за месяц до выхода финального эпизода «Игры престолов») Харингтон лёг в клинику. Он рассказал о давлении и нервном срыве, испытанных во время съёмок сериала.
В начале 2021 года Кит Харингтон и Роуз Лесли впервые стали родителями. У пары родился сын. В июне 2023 года родился второй ребенок — дочь.

## Фильмография

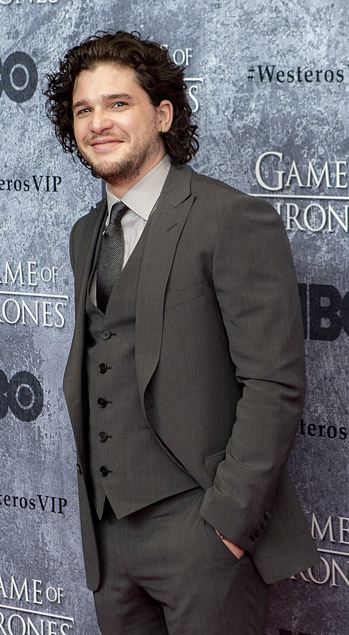
Кит Харингтон на премьере третьего сезона «Игры престолов» в Сиэтле, март 2013 года

| Год       |    | Русское название                 | Оригинальное название                    | Роль               |
| --------- | -- | -------------------------------- | ---------------------------------------- | ------------------ |
| 2011—2019 | с  | Игра престолов                   | Game of Thrones                          | Джон Сноу          |
| 2012      | ф  | Сайлент Хилл 2                   | Silent Hill: Revelation 3D               | Винсент            |
| 2014      | ф  | Помпеи                           | Pompeii                                  | Майло              |
| 2014      | мф | Как приручить дракона 2          | How to Train Your Dragon 2               | Эрет, сын Эрета    |
| 2014      | ф  | Воспоминания о будущем           | Testament of Youth                       | Роланд Лейтон      |
| 2014      | ки | Game of Thrones                  | Game of Thrones: A Telltale Games Series | Джон Сноу          |
| 2014      | ф  | Седьмой сын                      | Seventh Son                              | Уильям Брэдли      |
| 2015      | тф | 7 дней в аду                     | 7 Days in Hell                           | Чарльз Пул         |
| 2015      | ф  | Призраки: Лучшая участь          | Spooks: The Greater Good                 | Уилл Холлоуэй      |
| 2016      | ф  | Преисподняя                      | Brimstone                                | Сэмюэл             |
| 2016      | ки | Call of Duty: Infinite Warfare   | Call of Duty: Infinite Warfare           | адмирал Сален Котч |
| 2017      | тф | Порох                            | Gunpowder                                | Роберт Кейтсби     |
| 2018      | ф  | Смерть и жизнь Джона Ф. Донована | The Death and Life of John F. Donovan    | Джон Ф. Донован    |
| 2018      | мф | Зог                              | Zog                                      | Непоседа           |
| 2019      | мф | Как приручить дракона 3          | How to Train Your Dragon 3               | Эрет, сын Эрета    |
| 2020      | с  | Преступник: Великобритания       | Criminal: UK                             | Алекс              |
| 2021      | ф  | Вечные                           | Eternals                                 | Дэйн Уитмен        |
| 2021      | с  | Современная любовь               | Modern Love                              | Майкл              |
| 2023      | с  | Экстраполяции                    | Extrapolations                           | Николас Билтон     |
| 2023      | ф  | Кровь в обмен на пыль            | Blood for Dust                           | Рики               |
| 2025      | ф  | Ужас                             | The Dreadful                             | Яго                |
|           | ф  | Семейный план-2                  | The Family Plan 2                        |                    |

## Театр
| Русское название | Оригинальное название | Год       | Роль             | Примечания                                              | Ист.          |
| ---------------- | --------------------- | --------- | ---------------- | ------------------------------------------------------- | ------------- |
| Боевой конь      | War Horse             | 2008—2009 | Альберт Наракотт | Королевский национальный театр и Новый лондонский театр | [ 86 ] [ 87 ] |
| Превосходство    | Posh                  | 2010      | Эд Монтгомери    | Ройал-Корт                                              | [ 4 ] [ 88 ]  |
| Голосование      | The Vote              | 2015      | Колин Хендерсон  | Донмар                                                  | [ 88 ]        |
| Доктор Фауст     | Doctor Faustus        | 2016      | Фауст            | Театр герцога Йоркского                                 | [ 89 ]        |

## Награды и номинации
| Год  | Награда                                    | Категория                                                                               | Работа                           | Результат |
| ---- | ------------------------------------------ | --------------------------------------------------------------------------------------- | -------------------------------- | --------- |
| 2011 | Scream Award                               | Лучший актёрский состав (вместе с остальным актёрским составом)                         | Игра престолов                   | Номинация |
| 2011 | IGN Award                                  | Лучший герой на телевидении                                                             | Игра престолов                   | Номинация |
| 2011 | IGN People’s Choice Award                  | Лучший герой на телевидении                                                             | Игра престолов                   | Номинация |
| 2012 | Сатурн                                     | Лучший телеактёр второго плана                                                          | Игра престолов                   | Номинация |
| 2012 | Золотая Нимфа                              | Лучшая мужская роль в драматическом сериале                                             | Игра престолов                   | Номинация |
| 2012 | Премия Гильдии киноактёров США             | Лучший актёрский состав в драматическом сериале (вместе с остальным актёрским составом) | Игра престолов                   | Номинация |
| 2013 | Молодой Голливуд                           | Актёр года                                                                              | Игра престолов                   | Победа    |
| 2014 | Премия Гильдии киноактёров США             | Лучший актёрский состав в драматическом сериале (вместе с остальным актёрским составом) | Игра престолов                   | Номинация |
| 2015 | Премия Гильдии киноактёров США             | Лучший актёрский состав в драматическом сериале (вместе с остальным актёрским составом) | Игра престолов                   | Номинация |
| 2015 | Империя                                    | Герой премии «Империя» (вместе с остальным актёрским составом)                          | Игра престолов                   | Победа    |
| 2015 | Online Film & Television Association Award | Лучший актёр второго плана в драматическом телесериале                                  | Игра престолов                   | Номинация |
| 2016 | Премия Гильдии киноактёров США             | Лучший актёрский состав в драматическом сериале (вместе с остальным актёрским составом) | Игра престолов                   | Номинация |
| 2016 | Сатурн                                     | Лучший телеактёр второго плана                                                          | Игра престолов                   | Номинация |
| 2016 | Gold Derby Awards                          | Лучший актёр второго плана в драме                                                      | Игра престолов                   | Победа    |
| 2016 | Online Film & Television Association Award | Лучший актёр второго плана в драматическом телесериале                                  | Игра престолов                   | Номинация |
| 2016 | Эмми                                       | Лучшая мужская роль второго плана в драматическом телесериале                           | Игра престолов                   | Номинация |
| 2016 | Выбор телевизионных критиков               | Лучшая мужская роль второго плана в драматическом сериале                               | Игра престолов                   | Номинация |
| 2017 | Премия Гильдии киноактёров США             | Лучший актёрский состав в драматическом сериале (вместе с остальным актёрским составом) | Игра престолов                   | Номинация |
| 2017 | Сатурн                                     | Лучший телеактёр второго плана                                                          | Игра престолов                   | Номинация |
| 2018 | Сатурн                                     | Лучший телеактёр второго плана                                                          | Игра престолов                   | Номинация |
| 2018 | Online Film & Television Association       | Лучший актёр в драматическом сериале                                                    | Игра престолов                   | Номинация |
| 2018 | Премия Гильдии киноактёров США             | Лучший актёрский состав в драматическом сериале (вместе с остальным актёрским составом) | Игра престолов                   | Номинация |
| 2019 | Эмми                                       | Лучший актёр в драматическом сериале                                                    | Игра престолов                   | Номинация |
| 2019 | Сатурн                                     | Лучший телеактёр                                                                        | Игра престолов                   | Номинация |
| 2019 | IGN Summer Movie Awards                    | Приз зрительских симпатий                                                               | Игра престолов                   | Победа    |
| 2019 | IGN Summer Movie Awards                    | Лучший телевизионный ансамбль                                                           | Игра престолов                   | Номинация |
| 2019 | Online Film & Television Association       | Лучший актёр в драматическом сериале                                                    | Игра престолов                   | Номинация |
| 2019 | People’s Choice Awards                     | Любимый драматический актёр ТВ                                                          | Игра престолов                   | Номинация |
| 2020 | Золотой глобус                             | Лучший актёр в драматическом телесериале                                                | Игра престолов                   | Номинация |
| 2020 | Critics’ Choice Movie Awards               | Лучший актёр в драматическом сериале                                                    | Игра престолов                   | Номинация |
| 2020 | Премия Гильдии киноактёров США             | Лучший актёрский состав в драматическом сериале (вместе с остальным актёрским составом) | Игра престолов                   | Номинация |
| 2020 | CinEuphoria Awards                         | Почётная награда                                                                        | Игра престолов                   | Победа    |
| 2020 | CinEuphoria Awards                         | Лучший актёр                                                                            | Смерть и жизнь Джона Ф. Донована | [ 118 ]   |
| 2020 | CinEuphoria Awards                         | Лучший ансамбль                                                                         | Смерть и жизнь Джона Ф. Донована | Номинация |

## Комментарии
1. ↑  Согласно «Burke's Peerage & Baronetage»[18], поэт Джон Харингтон не является предком баронетов Харингтон.
2. ↑  По линии леди Энн Леннокс (1703—1789) — дочери 1-го герцога Ричмонда.
3. ↑  Прабабушка Кита — достопочтенная Селина Луиза Грейс Дандас (ум. 1945)[18][21] — была праправнучкой 1-го виконта Мелвилла[22][23].